# Jeffrey Eugenides
Jeffrey Kent Eugenides  ([ˈdʒɛfɹɪ juˈdʒinɪdəs]) (n. 8 martie 1960, Detroit, Michigan) este un scriitor american de origine greacă.
Eugenides a studiat engleza și Creative Writing. În prezent trăieste în Princeton, New Jersey. Primul său roman The Virgin Suicides a fost  în 1999 de către Sofia Coppola regizat. Romanul său din 2002 Middlesex a câștigat in anul 2003 Premiul Pulitzer pentru ficțiune.

## Premii
- 2003 Premiul Pulitzer pentru romanul Middlesex
- WELT-Premiul pentru literatură

## Opere
- The Virgin Suicides. Farrar, Straus and Giroux, New York 1993, ISBN 0-374-28438-5.
  - Sinuciderea fecioarelor, Editura Polirom, 2005, ISBN 973-46-0189-X
- Air Mail: Erzählungen.
- Middlesex. Farrar, Straus and Giroux, New York 2002, ISBN 0-374-19969-8.
  - Middlesex, Editura Polirom, 2005, ISBN 978-973-46-4546-6
- My Mistress's Sparrow Is Dead. Anthologie. Harper, New York 2008, ISBN 978-0-06-124037-9.
- The Marriage Plot. Farrar, Straus and Giroux, New York 2011, ISBN 978-0-374-20305-4.
  - Intriga matrimoniala, Editura Polirom, 2011, ISBN 978-973-46-2289-4

## Ecranizare
- 1999: The Virgin Suicides, regia Sofia Coppola